# Gyselle Soares
Pour les articles homonymes, voir Soares.
 (juillet 2008).
Si vous disposez d'ouvrages ou d'articles de référence ou si vous connaissez des sites web de qualité traitant du thème abordé ici, merci de compléter l'article en donnant les références utiles à sa vérifiabilité et en les liant à la section « Notes et références ».
Gyselle Soares, née le 27 octobre 1983 à Teresina dans l'État de Piauí (nord-est du Brésil), est une comédienne de théâtre et de cinéma, chroniqueuse à la radio et à la télévision et chanteuse de nationalités brésilienne et française.

## Biographie
Elle a passé toute son enfance dans la petite ville de Timon dans l’état de Maranhão. Sa mère, institutrice et amoureuse de la France, choisit le prénom Gyselle dans un roman français.
Très jeune, Gyselle se passionne pour la danse, le chant et la comédie. Elle s’inscrit dans une école de samba et crée des spectacles dans sa ville. Elle enchaîne les petits boulots et économise jusqu’à ses 18 ans pour s’offrir un voyage en Europe. D’abord en Suisse, où elle travaille pendant deux ans comme fille au pair pour se payer des cours de français, qu’elle parle à présent couramment. Une directrice de casting la repère alors qu’elle est serveuse dans un bar de Genève et lui propose de faire des photos de modèle.
Après une première expérience à la télévision française (Saison 5 de l'Île de la tentation), Gyselle prend des cours de théâtre à l’Actor’s Studio à Paris et continue sa carrière de modèle.

En 2008, elle participe à l’émission Big Brother au Brésil. Les téléspectateurs la plébiscitent ; elle atteint la finale mais perd à 1 % des votes. À la suite de son succès dans l’émission, elle fait la couverture de nombreux magazines et des fan-clubs se créent dans tout le pays. Quand elle rentre dans sa ville natale, 20 000 personnes l’attendent à sa descente d’avion.
Elle fait ses débuts d’actrice avec un personnage comique dans la telenovela A turma do didi diffusée sur Globo, la première chaîne brésilienne.
Gyselle décroche ensuite deux rôles dans des longs-métrages : Os sonhos de um sonhador de Caco Milano, sorti en 2010 et Natasha de Ricardo Zimmer, sorti 2011.
Elle se lance ensuite sur les planches en interprétant au théâtre A Mais Forte Estruturada de August Strindberg, mis en scène par Márcio Zatta. Un monologue basé sur la technique de Grotowski.
En 2010, elle devient présentatrice d’une émission, Miss Bikini, diffusée sur TF6 et dans laquelle elle joue le rôle de coach pour deux Françaises devant se confronter à dix Brésiliennes. Elle décide de s’installer en France, mais continue les allers-retours au Brésil pour les besoins de sa carrière.
En 2011, élève au Cours Florent, elle fait une petite apparition dans la série Camping Paradis diffusée sur TF1, au cinéma en mai 2012 à l’affiche du film Dépression et des potes d’Arnaud Lemort, comédie sur l’amitié avec Ary Abittan, Arié Elmaleh, Jonathan Lambert et Fred Testot puis joue au théâtre Antoine, partageant l’affiche de la pièce Les Derniers Jours de Stefan Zweig avec Elsa Zylberstein et Patrick Timsit.
En février 2014, elle est la nouvelle chroniqueuse de L’Émission pour tous présenté par Laurent Ruquier sur France 2 et dans On va s’gêner sur Europe 1.
Depuis juin 2014, elle réalise des chroniques pour France Inter pour l'émission Encore Heureux avec Arthur Dreyfus.
En janvier 2015, elle a participé à l'émission d'Arthur Vendredi tout est permis.
Elle a également participé à l'émission Un dîner presque parfait.
Durant l'été 2015, elle co-présente avec Djé Summer Time, le 6h - 9h de l'été de Fun Radio.
En octobre 2016, elle rejoint le groupe Radio VL dans l'émission Réveil Médias présentée par Nicolas Nadaud.
Le 12 juillet 2017, elle publie le single Ate O Chao.
Lors de la semaine du lundi 28 aout au vendredi 1er septembre 2017, elle est une nouvelle fois candidate à l'émission Un dîner presque parfait, ayant pour thème la seconde chance, ou elle participe aux côtés de plusieurs personnalités telles que : Brigitte Bourban, Benjy Dotti, Quentin Dehar et Carisse,.
Elle est retournée vivre au Brésil où elle officie sur  sur TV Antena.

## Bilan artistique

### Théâtre
- 2009 : Um forte Mas Estruturada Márcio Zatte : Rôle de Lady
- 2012 : Les Derniers Jours de Stefan Zweig et Laurent Seksik, mise en scène Gérard Gelas (avec Patrick Timsit et Elsa Zylberstein), Théâtre Antoine : Rôle de Rosaria
- 2013: A Paixão de Cristo, liderada pelo grupo Scalet : Rôle de Maria Madalena
- 2013 : Nada Tanto a Assim, liderado por Leandro Fleury Curado e Walfredo Lucas : Rôle de Joana
- 2016 : Comédie Musicale, théâtre Pau Brasil : A mulata
- 2021 : Caminhos da Independência[8]

### Cinéma
- 2005 : Bord de l'eau, court-métrage de Laurent Cuperlin
- 2010 : Natacha de Ricardo Zimmer : Catarina
- 2010 : Os Sonhos de um sonhador de Caco De Milano Franck Aguiar (pt) : Maria
- 2012 : Dépression et des potes d'Arnaud Lemort : Talia[9]
- 2012 : Au-delà de Fleuve d'Alain Maline : Clédia
- 2013 : Court métrage : Angel de  Safy Nebbou
- 2016 : Court métrage : Fantômes de Mahmoud Ben Mahmoud

### Musique (singles)
- Sacode[10]
- 40 Grados (feat. Papa Ap)[11]
- Miss Bikini a Rio
- Eclipse[12]
- Ate O Chao (2017)[5]

## Bilan médiatique

### Radio
- 2014 : On va s'gêner sur Europe 1 avec la bande à Ruquier
- 2014 : chroniqueuse sur France Inter pour l'émission Encore Heureux avec Arthur Dreyfus
- Été 2015 : coprésentatrice de la matinale de Fun Radio avec Djé Summer Time
- Depuis 2016 : collaboratrice de Radio VL dans l'émission Réveil Médias présentée par Nicolas Nadaud

### Télévision
- En 2006, elle participe à l’émission française L'Île de la tentation[13].
- En 2008, elle participe à l’émission brésilienne Big Brother Brasil 8[13].
- 2008-2009 : A Turma do Didi (pt) (série télévisée) avec Renato Aragão (pt) pour la première chaine nationale brésilienne Rede Globo : Karina.
- 2010 : Camping Paradis de Phillipe Proteau : Joana.
- Depuis février 2014, elle est chroniqueuse au sein de la bande à Ruquier et comme telle participe à L'Émission pour tous sur France 2.
- 2014 : elle participe à l’émission Fort Boyard sur France 2 (épisode diffusé le 23 août 2014).
- Pendant la coupe du monde 2014, elle sera la protagoniste principale de la série 13 X 13 minutes CASA VIP réalisée et conçue par le cinéaste Safy Nebbou, Adventure Line Productions et Zéphyr productions / beIN Sports.
- À partir de septembre 2014, elle devient chroniqueuse dans Touche pas à mon poste ![14].
- 2016 : elle participe à l'émission Fort Boyard (jeu télévisé) de France 2
- Un dîner presque parfait : elle-même
- En 2023, elle participe à l’émission brésilienne A Grande Conquista 1.